# یواس‌اس ادموندز (دی‌ئی-۴۰۶)
یواس‌اس ادموندز (دی‌ئی-۴۰۶) (به انگلیسی: USS Edmonds (DE-406)) یک کشتی بود که طول آن ۳۰۶ فوت (۹۳ متر) بود. این کشتی در سال ۱۹۴۳ ساخته شد.